# (18313) 1981 EB23
A (18313) 1981 EB23 a Naprendszer kisbolygóövében található aszteroida. Schelte J. Bus fedezte fel 1981. március 2-án.